# Аз и г-н Джонас, и г-н Джонас, и г-н Джонас
„Аз и г-н Джонас, и г-н Джонас, и г-н Джонас“ (в оригинал: Me and Mr. Jonas and Mr. Jonas and Mr. Jonas) е 42-рия епизод на оригиналния сериал на Disney Channel Хана Монтана и включва групата Джонас Брадърс като гостуващи звезди. Премиерата на епизода се състои веднага след тази на оригиналния филм на Disney Channel Училищен мюзикъл 2 и преди първото излъчване на тогава новия сериал, Финиъс и Фърб. Епизодът подобрява всички рекорди по гледаемост на предавания по кабелна телевизия с 10,7 милиона зрители и така става най-гледания епизод по кабелна телевизия за всички времена. Освен това е и най-високо оценения епизод на сериала. Мичъл Мусо отсъства.
Епизодът поставя началото и на кариерата на Джонас Брадърс като актьори на Дисни. След тази си първа изява, те участват във филмите Кемп Рок и неговото продължение и в сериала Джонас ЛА. Ролята им в Хана Монтана води до съвместното им с Майли Сайръс турне Best of Both Worlds, в което те вземат участие от октомври 2007 г. до януари 2008 г.

## Основна сюжетна линия
Епизодът започва с Хана Монтана в кадър, която нетърпеливо чака да започне работата си в звукозаписното студио с баща си Роби Стюарт. Накрая решава да не чака повече и нахлува в заетото студио, където среща групата Джонас Брадърс и изпълнителите са еднакво шокирани. Когато обаче Роби влиза и се представя, Джонас Брадърс го разпознават като изпълнителя Роби Рей, бащата на Хана, който пише песни, и по-скоро изглеждат по очаровани от него, отколкото от самата Хана.
През следващите дни между Роби и братята се заражда приятелство и той дори пише песен за тях („We Got The Party“). Това събужда ревност у Майли, която започва да подозира, че баща и харесва повече да пише песни за групата, отколкото за Хана Монтана. С Лили съставят план да накарат Джонас Брадърс да загубят уважението си към Роби.
Майли и Лили пускат плана с в действие като се обличат като рокерите „Майло и Отис“ и се връщат в звукозаписното студио, за да изпълнят своята версия на „We Got The Party“ пред Джонас Брадърс. Братята чуват песента и когато настояват, че Роби Рей е написал именно тази песен за тях, Майло (Майли) обяснява, че той и Отис (Лили) всъщност са тези, които са написали песента, а Роби Рей я е откраднал от тях. Момчетата се извиняват на Майло и Отис и ги оставят да използват песента си, но точно в този момент пристига Роби. Майли и Лили се скриват докато Роби изглежда нещата с Джонас Брадърс.
Роби уверява Майли, че все още обича да пише песни за Хана и не предпочита братята пред нея, а дори е предвиждал изпълнителите да работят заедно. Успокоена, но и засрамена, Майли се обажда на братята (като Хана) и обяснява, че тя е наела Майло и Отис, за да се пошегува с тях. По-късно същия ден Джонас Брадърс и Хана изпълняват „We Got The Party“ заедно на плажен концерт.
В последните кадри от епизода Майли и Роби се прокрадват в звукозаписното студио с пистолети-играчки в ръка, търсейки Джонас Брадърс. Двамата решават, че братята са в студиото и отново нахлуват, но вътре откриват хор, който тъкмо записва песента „When the Saints Go Marching In“. Точно когато напускат студиото объркани от отсъствието на братята, тъй като те са обещали, че ще бъдат там, Джо изскача иззад ъгъла и казва „А ние винаги спазваме обещанията си!“. Останалите двама братя се показва и Майли казва на баща си „Крий се, тате, това е Завръщането на Джонаите!“.

## Втора сюжетна линия
Джаксън приема предизвикателството на спортна компания да подобри световния рекорд по скачане на пого стик (стик с пружини за скачане) от 20 часа и 42 минути, борейки се за наградата от 5000 долара. Принуден е да обещае половината от печалбата си на Рико, когато той се съгласява да му помогне да отиде до тоалетната. Рико е отговорен и за засичане на времето, за което Джаксън скача, но не му казва, когато чупи рекорда, за да провери колко дълго би могъл да скача. Разкрива това на Джаксън чак когато той слиза от стика изтощен, мислейки си, че не е успял да подобри рекорда за няколко минути.

## Културни препратки
- Заглавието на епизода е препратка към песента „Me and Mrs. Jones“ (бел.пр. Аз и г-жа Джоунс) на Били Пол
- Когато Ник Джонас среща Хана за пръв път, той е очарован от нея и не може да каже нищо друго освен „Хубава си!“. Това е вътрешна шега, намекваща за тогава още необявената връзка между Майли и Ник извън сериала. Продължение на шегата са думите на Майли, когато тя и Роби се приготвят за войната си с братята: „Ти върви след Джо и Кевин, тате, Ник е само мой!“. След края на връзката си, Майли разкрива, че когато се е запознала с Ник, той направо и казал „Мисля, че си красива, и много те харесвам.“.
- Хана пита Джонас Брадърс дали слуховете, че музикалните таланти на тримата са открити докато са били на фризьор, са верни и те потвърждават, но в действителност само Ник е открит по този начин.
- Майли сравнява Джонас Брадърс с „Тримата глупаци“ когато казва „Няма да позволя на Лари, Кърли и Мо просто да влязат и да ми го откраднат!“
- Репликата на Джаксън за неговия „скок към съдбата“ е препратка към Гари Стюарт, който скача на пого стик 20 часа и 20 минути от 25 до 26 май 1990 и прави общо 177 737 последователни скока
- Измислената група на Майли и Лили „Майло и Отис“ е препратка към японски детски филм „Приключенията на Майло и Отис“. Момичетата избират името за измислената си група чак когато говорят с братята. Майли се спира на име, близко до нейното, а Лили си избира такова от филмчето
- Когато в последната част от епизода Майли казва на баща си „Крий се тате, това е завръщането на Джонаите!“ тя прави препратка към филма, част от поредицата Междузвездни войни, Завръщането на джедаите